# ПФК ЦСКА (София) през сезон 1991/92
| Кръг            | Среща / Резултат (полувреме) /Дата      | Стадион / Зрители   | Играчи (Смяна-Сменник)Треньор | Голмайстори от ЦСКА (Минута)                                                           |  |
| --------------- | --------------------------------------- | ------------------- | --- | -------------------------------------------------------------------------------------- |  |
| 1               | Добруджа-ЦСКА 0-4(0-2)                  | Дружба 30 000       | Велинов,Начов,Парушев,Видов,Дочев,Ст. Колев,А.Димитров(70-Марашлиев)Праматаров,Лечков,Андонов(60-Л.Танев)Й.Маринов. —А.Никодимов         | Праматаров(4) Лечков(40,59) А.Димитров(47)                                             |  |
| 2               | ЦСКА-Сливен 3-1(3-0) 22.08.91 г.        | ЦСКА 8000           | Велинов,Ст. Колев,Парушев,Видов(55-Огнян Величков)Дочев,Й.Маринов,А.Димитров,Праматаров,Лечков,Л.Танев(65-В.Павлов)Андонов. —А.Никодимов | Лечков(8) Андонов(15) Парушев(33)                                                      |  |
| 3               | Черноморец-ЦСКА 0-2(0-1) 31.08.91 г.    | Черноморец 22 000   | Велинов,Ст. Колев,Парушев,Видов,Дочев,Й.Маринов,Нанков(85-А.Димитров)Праматаров(69-Стоилов)Лечков,Л.Танев,Андонов. —А.Никодимов          | Лечков(21) Л.Танев(84-д)                                                               |  |
| 4               | ЦСКА-Миньор 7-0(2-0) 7.09.91 г.         | ЦСКА 10 000         | Велинов,Ст. Колев,Парушев,Видов,Дочев,Й.Маринов,А.Димитров,Праматаров(36-Стоилов)Лечков,Л.Танев(67-Нанков)Андонов. —А.Никодимов          | Лечков(25,31,70,80-д) Дочев(60)Андонов(67,88)                                          |  |
| 5               | . Локо Г.О-ЦСКА 0-1 (0-0) 14.09.91 г.   | Д.Дюлгеров 10 000   | Велинов,Ем. Димитров,Парушев,Видов,Дочев,Ст. Колев,А.Димитров(46-Марашлиев)Й.Маринов,Лечков,Л.Танев(63-Нанков)Андонов. —А.Никодимов      | Марашлиев(60)                                                                          |  |
| 6               | ЦСКА-Локо Сф. 2-1(0-1) 22.09.91 г.      | В.Левски 12 000     | Велинов,Ем. Димитров,Парушев,Видов,Дочев,Начов(46-В.Павлов)Й.Маринов,Праматаров,Лечков,Андонов,Марашлиев(46-Стоилов) —А.Никодимов        | Лечков(47-д) Андонов(68)                                                               |  |
| 7               | Славия-ЦСКА 2-2(0-2) 28.09.91 г.        | В.Левски 10 000     | Велинов,Ем. Димитров,Парушев,Видов,Дочев,Й.Маринов,Нанков(81-А.Димитров)Праматаров,Лечков,Андонов,Стоилов(64-В.Павлов) —А.Никодимов      | Праматаров(26,33)                                                                      |  |
| 8               | ЦСКА-Локо Пд. 2-1(1-1) 06.10.91 г.      | ЦСКА 8000           | Велинов,Ем. Димитров,Парушев,Видов,Дочев,Й.Маринов,Нанков,Праматаров,Лечков,Андонов(78-В.Павлов)А.Димитров(60-Стоилов) —А.Никодимов      | Праматаров(8) Стоилов(60)                                                              |  |
| 9               | Янтра-ЦСКА 1-3(0-1) 12.10.91 г.         | Хр. Ботев 10 000    | Велинов,Eм. Димитров,Парушев,Видов,Дочев,Й.Маринов,Нанков(76-В.Павлов)Праматаров(56-Марашлиев)Лечков,Андонов,Стоилов. —А.Никодимов       | Ем. Димитров(40) Марашлиев(76,88)                                                      |  |
| 10              | ЦСКА-Хебър 1-0(1-0) 19.10.91 г.         | ЦСКА 8000           | Велинов,Начов,Парушев,Видов,Дочев,Й.Маринов,Нанков,Праматаров(62-В.Павлов)Лечков,Андонов,Стоилов(81-А.Димитров) —А.Никодимов             | Андонов(31)                                                                            |  |
| 11              | Берое-ЦСКА 2-2(1-1) 27.10.91 г.         | Берое 7000          | Велинов,Ем. Димитров,Парушев,Видов,Дочев,Й.Маринов,Нанков,Праматаров(67-Стоилов)Лечков,Андонов,А.Димитров(61-Марашлиев) —А.Никодимов     | Нанков(30) Андонов(46)                                                                 |  |
| 12              | ЦСКА-Пирин 2-0(0-0) 02.11.91 г.         | ЦСКА 2500           | Велинов,Ем. Димитров,Парушев,Начов,Дочев,Й.Маринов,Нанков(88-В.Павлов)Праматаров(52-Стоилов)Лечков,Андонов,А.Димитров. —А.Никодимов      | А.Димитров(47) Андонов(80)                                                             |  |
| 13              | Етър-ЦСКА 1-0(1-0) 10.11.91 г.          | Ивайло 7000         | Велинов,Ем. Димитров(67-Праматаров)Парушев,Видов,Дочев,Р.Кирилов,Нанков(46-А.Димитров)Й.Маринов,Лечков,Андонов,Марашлиев. —А.Никодимов   |                                                                                        |  |
| 14              | Левски-ЦСКА 2-1(1-0) 23.11.91 г.        | В.Левски 35 000     | Велинов,Ем. Димитров,Парушев(46-Й.Маринов)Видов,Дочев,Р.Кирилов,А.Димитров(57-Нанков)Праматаров,Лечков,Андонов,Стоилов. —А.Никодимов     | Андонов(59)                                                                            |  |
| 15              | ЦСКА-Ботев Пд. 1-1(1-1) 30.11.91 г.     | ЦСКА 6000           | Велинов,Ем. Димитров,Р.Кирилов(14-Парушев)Видов,Дочев,Й.Маринов(46-А.Димитров)Нанков,Праматаров,Лечков,Андонов,В.Павлов. —А.Никодимов    | Нанков(3)                                                                              |  |
| 16              | ЦСКА-Добруджа 2-1(1-0)                  | ЦСКА 4000           | Велинов,Нанков(69-Ст. Колев)Тр. Иванов,Безински,Дочев,Видов,Андонов,Метков,Лечков,Л.Танев(73-Марашлиев)Ив. Киров. —А.Никодимов           | Метков(14,67)                                                                          |  |
| 17              | Сливен-ЦСКА 1-3(0-1) 29.02.92 г.        | Х.Димитър 18 000    | Велинов,Ст. Колев,Видов,Безински,Дочев,Ив. Киров,Нанков,Метков(60-Драганов)Лечков,Л.Танев(60-Андонов)Марашлиев. —А.Никодимов             | Метков(5) Безински(47) Нанков(56-д)                                                    |  |
| 18              | ЦСКА-Черноморец 3-0(1-0) 07.03.92 г.    | ЦСКА 7000           | Велинов,Ст. Колев,Видов,Безински,Дочев,Ив. Киров,Нанков,Метков,Лечков,Л.Танев(46-А.Димитров)Андонов(71-Драганов) —А.Никодимов            | Лечков(40,62,71-д)                                                                     |  |
| 19              | Миньор-ЦСКА 1-0(1-0) 14.03.92 г.        | Миньор 10 000       | Велинов,Видов,Тр. Иванов,Безински,Дочев,Ив. Киров,Нанков,Метков,Лечков,Л.Танев(65-А.Димитров)Марашлиев(46-Андонов) —А.Никодимов          |                                                                                        |  |
| 20              | ЦСКА-Локо Г.О 5-0(3-0) 21.03.92 г.      | ЦСКА 7000           | Ненов,Видов,Тр. Иванов,Безински,Дочев(61-Ст. Колев)Нанков,А.Димитров,Метков,Лечков,Андонов,Ив. Киров(46-Драганов) —А.Никодимов           | Тр. Иванов(19) Андонов(35,75) Лечков(39) Драганов(82)                                  |  |
| 21              | Локо Сф.-ЦСКА 2-2(2-0) 28.03.92 г.      | В.Левски 8000       | Велинов,Видов,Тр. Иванов(46-Драганов)Безински,Дочев,Ст. Колев,А.Димитров(74-Л.Танев)Метков,Лечков,Андонов,Нанков. —А.Никодимов           | Андонов(51) Нанков(71-д)                                                               |  |
| 22              | ЦСКА-Славия 3-1(2-1) 04.04.92 г.        | В.Левски 15 000     | Велинов,Р.Кирилов,Видов,Безински,Дочев,Ив. Киров,Нанков,Метков,Лечков,Андонов,Драганов(78-А.Димитров) —А.Никодимов                       | Лечков(11) Андонов(31) Метков(74)                                                      |  |
| 23              | Локо Пд.-ЦСКА 1-1(1-1) 11.04.92 г.      | Пловдив 6000        | Велинов,Ст. Колев,Видов,Безински,Дочев,Ив. Киров,Нанков,Метков(89-Стоилов)Лечков,Андонов,Драганов(66-Марашлиев) —А.Никодимов             | Драганов(9)                                                                            |  |
| 24              | ЦСКА-Янтра 3-0(0-0) 18.04.92 г.         | ЦСКА 5000           | Велинов,Ст. Колев,Видов,Безински,Дочев,Ив. Киров(65-З.Мачев)Нанков,Метков,Лечков,Андонов,А.Димитров(73-Стоилов) —А.Никодимов             | Метков(52,88) А.Димитров(60)                                                           |  |
| 25              | Хебър-ЦСКА 0-1(0-1) 25.04.92 г.         | Бенковски 25 000    | Велинов,Ст. Колев,Видов,Безински,Дочев,Ив. Киров,Нанков,Метков(85-Л.Танев)Лечков(74-Мачев)Андонов,Драганов. —А.Никодимов                 | Драганов(49)                                                                           |  |
| 26              | ЦСКА-Берое 10-2(4-2) 02.05.92 г.        | ЦСКА 6000           | Велинов,Ст. Колев,Видов,Безински,Дочев,Ив. Киров,Нанков,Метков,Лечков,Андонов,Драганов(68-Мачев) —А.Никодимов                            | Драганов(4) Нанков(13-д) Метков(28,48,52,89) Андонов(39,54) Ив. Киров(59) Лечков(62-д) |  |
| 27              | Пирин Бл.-ЦСКА 1-2(1-1) 09.05.92 г.     | Хр. Ботев 10 000    | Велинов,Ст. Колев,Видов,Безински,Дочев,Ив. Киров,Нанков,Метков,Лечков,Андонов,Марашлиев(83-Мачев) —А.Никодимов                           | Лечков(22) Андонов(55)                                                                 |  |
| 28              | ЦСКА-Етър 2-0(2-0) 17.05.92 г.          | ЦСКА 13 000         | Велинов,Ст. Колев,Мачев,Безински,Дочев,Ив. Киров,Нанков,Метков,Лечков(82-А.Димитров)Андонов,Драганов(46-Стоилов) —А.Никодимов            | Драганов(9,45)                                                                         |  |
| 29              | ЦСКА-Левски 2-2(1-0) 24.05.92 г.        | В.Левски 25 000     | Велинов,Ст. Колев(63-Видов)Мачев,Безински,Дочев,Ив. Киров,Нанков(78-Стоилов)Метков,Лечков,Андонов,Драганов. —А.Никодимов                 | Лечков(13) Метков(47)                                                                  |  |
| 30              | Ботев Пд.-ЦСКА 2-2(0-1) 30.05.92 г.     | Хр. Ботев 16 000    | Велинов,Мачев,Тр. Иванов(86-Р.Кирилов)Безински,Видов,Ив. Киров,Нанков,Метков,Марашлиев,Андонов,Драганов(84-А.Димитров) —А.Никодимов      | Андонов(32) Марашлиев(80)                                                              |  |
| Р.Б 1/16 Финал  | ЦСКА-Етър 4-1                           | Народна Армия       | | Стоилов, Нанков, Лечков, А.Димитров                                                    |  |
| Р.Б 1/16 Финал  | Етър-ЦСКА 1-0                           | Ивайло              | |                                                                                        |  |
| Р.Б 1/8 Финал   | Добруджа-ЦСКА 1-1(1-1)                  | Дружба 5000         | Велинов,Ем. Димитров,Парушев,Видов,Дочев,В.Павлов,Нанков,Й.Маринов,Марашлиев,Андонов, А.Димитров. —А.Никодимов                           | Андонов                                                                                |  |
| Р.Б. 1/8 Финал  | ЦСКА-Добруджа 2-0(1-0)                  | Народна Армия 1000  | Велинов,Ем. Димитров,Парушев,Видов,Дочев,Р.Кирилов,Нанков,В.Павлов,Праматаров,Андонов, А.Димитров. —А.Никодимов                          | Ем. Димитров(38-д) В.Павлов(51)                                                        |  |
| Р.Б. 1/4 Финал  | ЦСКА-Пирин 2-0(1-0)                     | Народна Армия 8000  | Велинов,Ст. Колев,Р.Кирилов,Безински,Дочев,Ив. Киров,Нанков,Метков,Лечков(46-Андонов)Л.Танев,Марашлиев(59-Драганов) —А.Никодимов         | Метков(25,60)                                                                          |  |
| Р.Б. 1/8 Финал  | Пирин-ЦСКА 3-0(2-0)                     | Хр. Ботев 4000      | Велинов,Ст. Колев,Тр. Иванов,Безински,Дочев,Видов,Драганов(57-А.Димитров)Метков,Лечков,Андонов,Ив. Киров. —А.Никодимов                   |                                                                                        |  |
| УЕФА 1/32 Финал | ЦСКА-Парма 0-0 19.09.91 г.              | ЦСКА 22 000         | Велинов,Ем. Димитров,Парушев,Видов,Дочев,Ст. Колев(52-Стоилов)Нанков(46-А.Димитров)Й.Маринов,Лечков,Андонов,Марашлиев. —А.Никодимов      |                                                                                        |  |
| УЕФА 1/32 Финал | Парма-ЦСКА 1-1(0-0) 02.10.91 г.         | Енио Тардини 25 000 | Велинов,Ем. Димитров,Парушев,Видов,Дочев,Й.Маринов,Нанков,Праматаров,Лечков,Андонов(72-А.Димитров)В.Павлов(72-Стоилов) —А.Никодимов      | Парушев(88)                                                                            |  |
| УЕФА 1/16 Финал | Хамбургер Шф-ЦСКА 2-0(1-0) 22.10.91 г.  | Фолкспаркщад. 8000  | Велинов,Начов,Парушев,Видов,Дочев,Й.Маринов,Нанков,В.Павлов(64-Стоилов)Лечков,Андонов,Марашлиев(67-Праматаров) —А.Никодимов              |                                                                                        |  |
| УЕФА 1/16 Финал | ЦСКА-Хамбургер Шф. 1-4(1-1) 06.11.91 г. | ЦСКА 30 000         | Велинов,Ем. Димитров,Парушев,Начов,Дочев,Й.Маринов,Нанков,В.Павлов(58-Марашлиев)Лечков,Андонов,А.Димитров(50-Праматаров) —А.Никодимов    | Ем. Димитров(44-д)                                                                     |  |